# Tignieu-Jameyzieu
Tignieu-Jameyzieu este o comună în departamentul Isère din sud-estul Franței. În 2009 avea o populație de 5.829 de locuitori.

## Evoluția populației
| An        | 1975  | 1982  | 1990  | 1999  | 2006  | 2009  |
| --------- | ----- | ----- | ----- | ----- | ----- | ----- |
| Populație | 2.959 | 3.666 | 4.616 | 4.838 | 5.373 | 5.829 |